# Banu Riyah
El Banu Riyah foren una tribu àrab, la principal del hilàlides o Banu Hilal.
El 1047 el zírida Sharaf ad-Dawla al-Muizz ben Badis (1016-1062) va reconèixer al califa abbàssida i en revenja el califa fatimita va decidir enviar tribus àrabs de l'Alt Egipte cap al Magreb, seguint el consell del seu ministre al-Yazuri. Per coordinar la invasió fou nomenat l'amir Amin al-Dawla wa-makinu-ha Hasan ibn Ali ibn Mulhim. Van sortir d'Egipte el 1050/1051 i van assolar la província de Barka (Cirenaica) que va quedar pels Banu Sulaym, una de les cinc faccions principals dels hilàlides. Les altres faccions eren els Banu Riyah, Athbaj, Zughba i Adi. Els primers es van estendre per Tunísia.
El cap principal dels Banu Riyah era Munis ibn Yahaya del clan dels Banu Mirdas. Els territoris envaïts foren devastats però l'emir zírida Xàraf-ad-Dawla al-Muïzz ibn Badis (1016-1062) va aconseguir algun pactes i va casar dues filles amb caps dels Banu Riyah, i mercès a la protecció d'aquesta tribu va poder fugir a Kairuan i d'allí a Mahdia.
Els Banu Riyah es van trobar amos de les planes de Tunísia, evacuades pels amazics (retirats a les muntanyes), i en el repartiment entre les tribus hilàlides van aconseguir la millor part. La seva primera capital fou Badja (Béja) però el 1097 també van dominar a Gabès que fou la seva primera conquesta real on el clan dels Banu Jami va establir el seu poder que va durar fins al 1160. Un altre clan dels Banu Riyah, dirigit per Mahruz ibn Ziyad, es va fer fort a la Muallaka (un circ romà a les ruïnes de Cartago) i van governar generalment aliats als zírides, destacant en la resistència als almohades al segle xii.
Abd-al-Mumin ibn Alí (1129-1163), el califa almohade, va derrotar els Banu Riyah el 1152 i 1160 (i el seu successor Abu-Yaqub Yússuf el 1187). El califa va marxar a l'Àndalus i va deixar a Ifríqiya una part dels Banu Riyah (una altra part van anar amb ell a fer la gihad) sota el comandament d'Asakir ibn Sultan; un tercer grup fou enviat al Magreb sota el comandament de Masud ibn Sultan (germà d'Asakir) conegut com al-Bult o la Destral, i es van instal·lar a les planes al nord de Bu Regreg al Marroc. Però els Banu Riyah no tenien tradició de submissió i aviat Masud va desertar i va tornar a Ifríqiya amb la seva gent on es va posar al servei dels mallorquins Banu Ghaniya, que intentaven restaurar el poder almoràvit. El califa almohade va nomenar llavors a un governador d'Ifríqiya amb amplis poders, Abu-Muhammad Abd-al-Wàhid ibn Abi-Hafs (1207-1221) iniciador de la dinastia hàfsida. Aquest, per lluitar contra els Banu Riyah, va portar als Banu Sulaym de Cirenaica i Tripolitana. Sota pressió d'aquests els Banu Riyah, sota el lideratge del clan dels Dawàwides, es van traslladar a les planes del Constantinès, a la moderna Algèria. Els que havien quedat al Marroc es van oposar als marínides al costat dels almohades i foren derrotats al Wadi Sbu (1217) i perseguits sense pietat sent dispersats i gairebé exterminats.
A Algèria van controlar una zona entre Guelma i Bugia. Van tenir relacions estretes amb els Banu Muzni de Biskra (que governaven aquesta regió pels hàfsides) amb els quals de vegades van fer aliança però als quals generalment van estar enfrontats. El marabut riyàhida Saada va dirigir un moviment social i religiós que fou combatut pels Banu Muzni. Els dawàwides, governats per la família dels Awlad Muhammad va estendre la seva influència fins a la regió sahariana del Wadi Righ. Una altra família, els Awlad Siba, governava també sobre una part dels dawàdides. Tant els Awlad Muhammad com els Awlad Siba es van inmplicar en les lluites entre els hàfsides i els abdalwadites de Tlemcen durant el segle xiv.
Els Banu Riyagh van conservar encara un poder local notable als segles XV i XVI i Bernardino de Mendoza diu que el 1536 disposaven de 10.000 cavallers i un nombre majors d'infants. Al segle xviii apareixen donant suport al bey otomà de Constantina i aliats als sultans de Tuggurt. El 1844 encara s'esmenta que el nom de dawàdida era sinònim d'àrab noble.